# Арапахо (Вајоминг)
Арапахо (енгл. Arapahoe) насељено је место без административног статуса у америчкој савезној држави Вајоминг.

## Демографија
По попису из 2010. године број становника је 1.656, што је 110 (-6,2%) становника мање него 2000. године.
| Група             | 2000.       | 2010.       |
| Белци             | 314 (17,8%) | 270 (16,3%) |
| Афроамериканци    | 2 (0,1%)    | 3 (0,2%)    |
| Азијати           | 0 (0,0%)    | 1 (0,1%)    |
| Хиспаноамериканци | 91 (5,2%)   | 71 (4,3%)   |
| Укупно            | 1.766       | 1.656       |